# John Spence
John Spence, född 2 februari 1969, död 21 december 1987 i Anaheim, Kalifornien, var en amerikansk musiker; sångare.
Spence bildade gruppen No Doubt tillsammans med syskonen Eric och Gwen Stefani 1986. Han var gruppens sångare och frontman, men hann aldrig medverka på några inspelningar. I december 1987 sköt sig Spence till döds på en parkeringsplats i Anaheim, blott 18 år gammal.
Gruppen dedikerade balladen "Dear John" till Spences minne. Gwen tog så småningom över rollen som sångare i bandet.